# جهاز إليزاروف
جهاز إليزاروف (بالإنجليزية Ilizarov apparatus، بالروسية компрессионно-дистракционный аппарат Илизарова، أي جهاز الضغظ والسحب) هو مثبت خارجي حلقي يستخدم في جراحة العظام لعلاج الكسور المعقدة و/أو المضاعفة وإطالة العظام وتقويم تشوهات الأطراف ومعالجة عدم الانجبار وغير ذلك. سمي الجهاز بهذا الاسم نسبة إلى مخترعه الجراح السوفيتي غافرييل أبراموفيتش إليزاروف.

## التاريخ

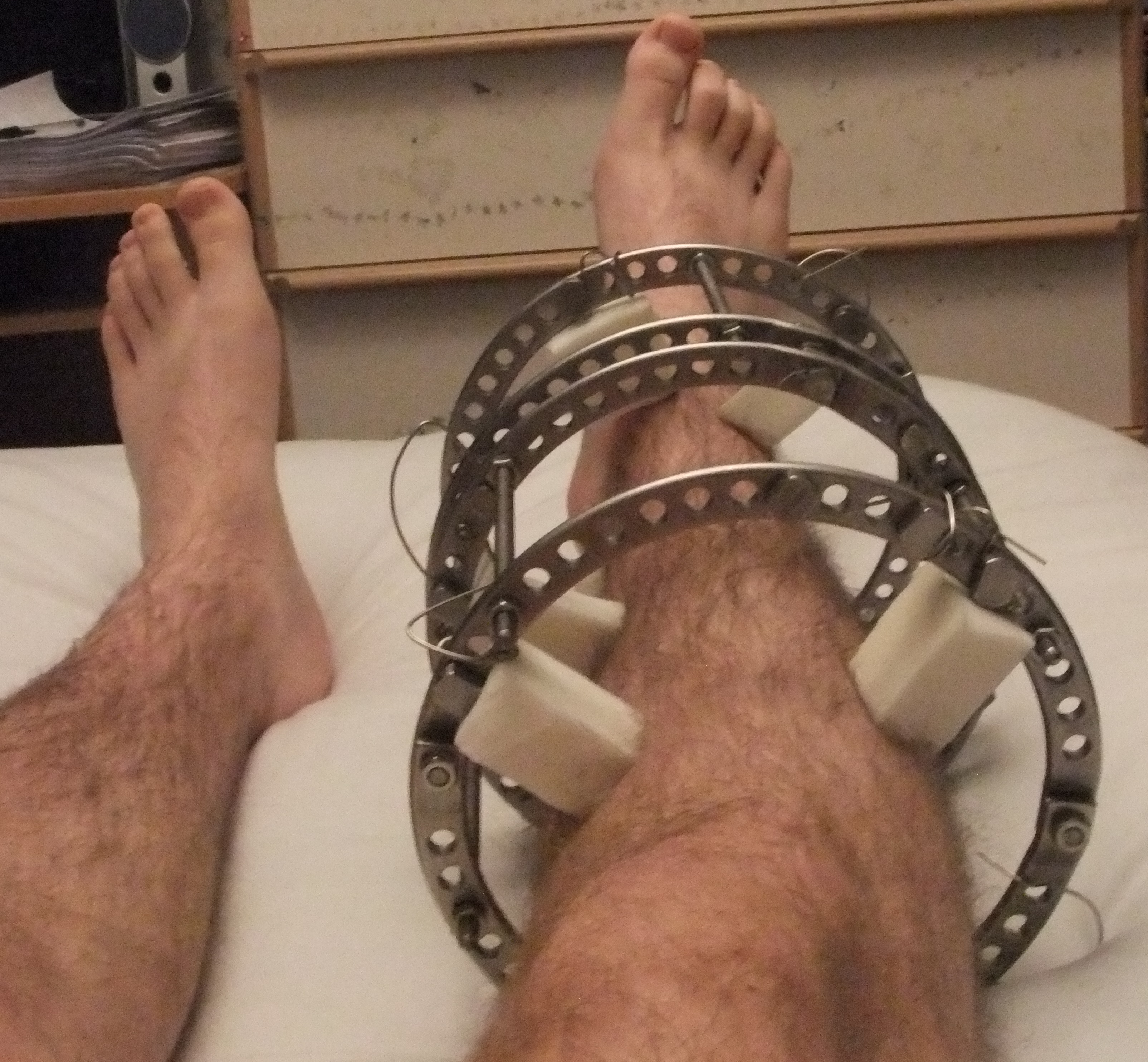
جهاز إليزاروف

ابتكر البروفيسور غافرييل إليزاروف هذه الطريقة في الخمسينيات من القرن العشرين وذلك في مدينة كورغان بمنطقة سيبيريا الروسية، وقد استلهم إليزاروف فكرة هذا الجهاز من نوع من ألجمة الخيل ، واستخدم في البداية أجزاء معدنية من عجلات الدراجات لصناعة هذا الجهاز.
انتقل هذا الأسلوب الجراحي إلى الدول الغربية في ثمانينيات القرن العشرين، وكانت بداية دخوله إلى الغرب من إيطاليا. وكان أوج انتشاره عالمياً بداية من عقد التسعينيات، ويجد هذا التخصص اهتماماً خاصاً في الدول النامية حيث يستخدم لتقويم الأطراف على أيدي جراحين مدربين عليه تدريباً جيداً نظراً لكونه معقد الاستخدام. وقد أدى التطوير الذي لحق بهذا الجهاز فيما بعد إلى ظهور ما يسمى بإطار تايلور الحيزي (بالإنجليزية Taylor spatial frame) الذي يعد أكثر مرونة وسهولة في الاستخدام، غير أنه مكلف للغاية إذا قورن بجهار إليزاروف الأصلي. ورغم دخول المسامير النخاعية اليوم إلى مضمار إطالة العظام، إلا أنها لا تصلح لجراحات تقويم الأطراف.

## إطالة العظام وتقويمها
جهاز إليزاروف مثبت خارجي حلقي، وهو نوع خاص من المثبتات الخارجية القابلة للتعديل من حالة إلى أخرى. ولتركيب هذا المثبت الخارجي تثبت حلقات من الصلب خارجياً بالعظام عن طريق أسلاك سميكة من الصلب غير القابل للصدأ (تسمى أسلاك كيرشنر Kirschner wires) ثم توصل الحلقات ببعضها البعض باستخدام قضبان تثبت باستخدام براغي قابلة للتعديل. ونظراً للتركيب الحلقي وتوتير الأسلاك المستخدمة فإن جهاز إليزاروف يضفي الثبات على العظام التي يستخدم لتدعيمها بدرجة أكبر مما تضفيه المثبتات الخارجية التقليدية التي توضع على جانب واحد من الطرف، مما يسمح بالطرف المثبت بهذا الجهاز بحمل ثقل الجسم في وقت أسرع مما لو استخدمت المثبتات الخارجية أحادية الجانب. ويمكن بذلك لجهاز إليزاروف أن يستخدم لتدعيم الأطراف المكسورة، غير أن الاستخدام الأكثر شيوعاً لذلك الجهاز هو في تقويم تشوهات الأطراف وتطويلها عن طريق ما يسمى بسحب الدشبذ.
تجرى عملية سحب الدشبذ عن طريق كسر العظمة المراد تطويلها جراحياً ثم تثبيت جهاز إليزاروف فيها، وتتم الإطالة عن طريق الإبعاد المحسوب ما بين حلقات الجهاز باستخدام البراغي مما يتسبب في تباعد جزءي العظمة المكسورة بمقدار ملليمتر واحد تقريباً كل يوم، ومع عمل هذا الإجراء بشكل يومي تحدث ـ مع مرور الوقت ـ إطالة ملحوظة في الطرف المراد تطويله. وبعد انتهاء مرحلة التطويل، يترك الجهاز فترة إضافية انتظاراً لتماسك العظم حديث التكون، ويمكن للمريض السير على قدميه بشكل طبيعي في وجود جهاز إليزاروف، ويمكن في البداية ـ ولحين زوال الألم ـ أن يستعمل عكازات أثناء المشي. وما إن يكتمل الشفاء ويتماسك العظم حتى تجرى عملية ثانية لإزالة الجهاز بعد أن يكون قد أدى الغرض منه في إطالة الطرف. وقد يتطلب الأمر ـ في بعض الحالات ـ إجراء جراحة إضافية لإطالة وتر أخيلس حتى يتواءم مع الطول الجديد للساق. ومن أهم مزايا هذه الطريقة أن الجهاز يقوم بتدعيم الساق بشكل كامل أثناء انتظار شفاء العظم، مما يتيح للمريض ممارسة نشاطه العادي أثناء علاجه بهذا الجهاز.

## علاج الكسور
تستخدم طريقة إليزاروف على نطاق واسع في علاج الكسور المعقدة و/أو المضاعفة (المفتوحة). ويفضل استخدام هذه الطريقة بدلاً من الطرق التقليدية (كالتثبيت الداخلي والتجبيس) في حالة وجود احتمال لحدوث عدوى أو في حالة استحالة استخدام المثبتات الداخلية.